# El Busto
El Busto település Spanyolországban, Navarra autonóm közösségben. El Busto Los Arcos, Sansol és Piedramillera községekkel határos. Lakosainak száma 54 fő (2024).

## Népesség
A település népessége az elmúlt években az alábbi módon változott:
| Lakosok száma | 102  | 87   | 79   | 81   | 73   | 70   | 62   | 56   | 51   | 54   |
|               | 2001 | 2004 | 2007 | 2009 | 2012 | 2014 | 2017 | 2019 | 2022 | 2024 |